# 中间主义
中间主义（英語：Centrism）是一种政治观点，一般主张以中庸的态度解决问题，并反对政治变革。奉行这种观点的派别被称之为中间派（Centrist）。中间派的政治观点介于左派和右派之间。
中间派通常反对过度激进和过度保守，主张采取各方面比较平衡的政策，反对以固定的社會主义或資本主义来指导和制订政策，而认为政策应根据情况不同而随机应变，以取得最佳效果为目标。
此外，中間派在難以用左派和右派去界定兩大政治勢力中，或是在兩大政治陣營之中取平衡，獲最大政治利益。
中间派在政治上又可以细分为：
- 中左派

在中间派之中，其政治观点略或较往左派偏移的被称为中左派（中间偏左），偏向自由主义（社會立場上）、進步主義、平等主義、社会主义（經濟立場上）。
- 中右派

在中间派之中，其政治观点略或较往右派偏移的被称为中右派（中间偏右），偏向保守主义（社會立場上）、愛國主義、本土主義、资本主义（經濟立場上）。

## 參見

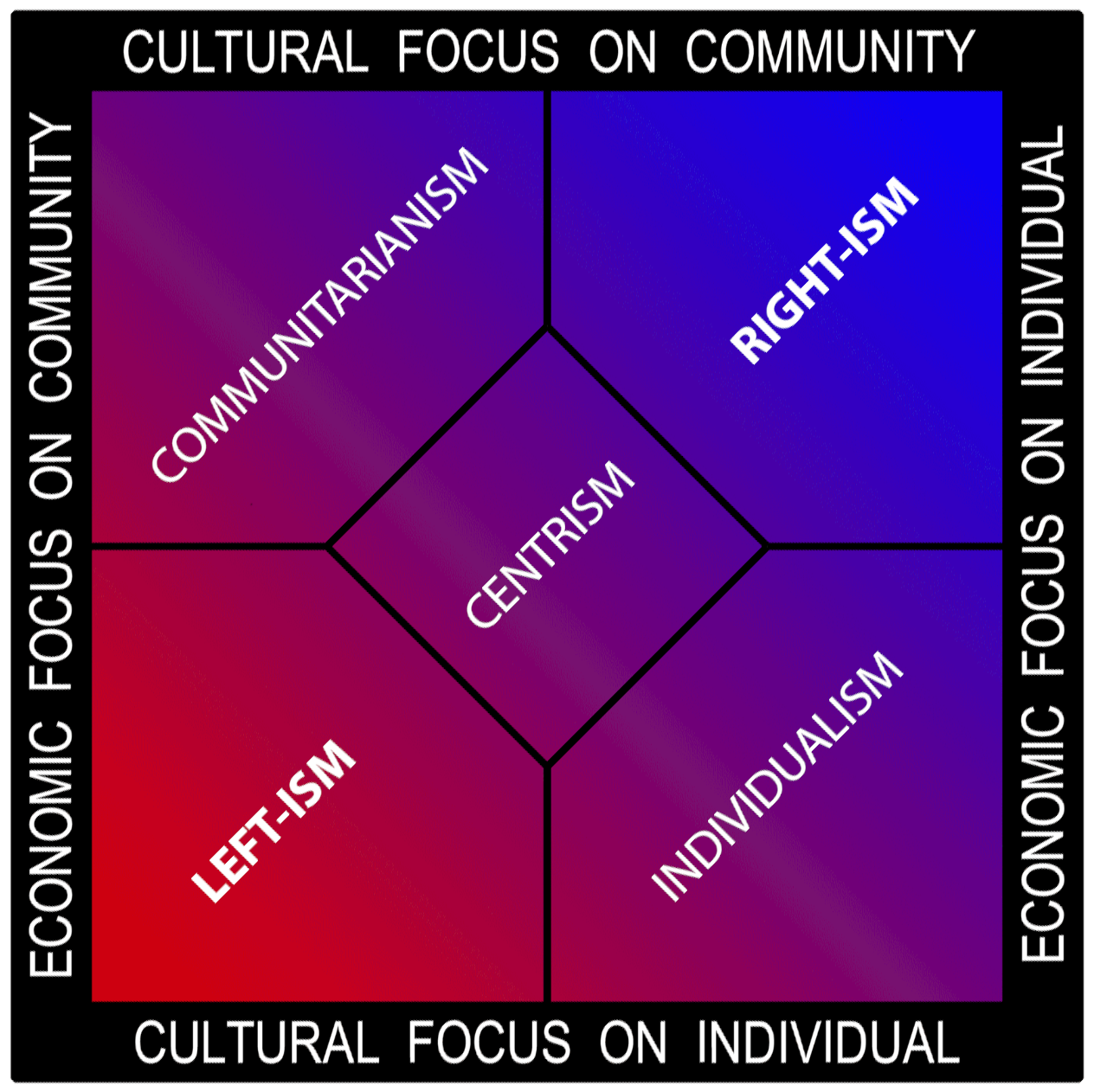
諾蘭曲線的一種變體，使用傳統的政治色彩編碼（紅色左派與藍色右派）和左上角的社群主義